# Порт Авентура Уърлд
Порт Авентура Уърлд (на испански: PortAventura World) е развлекателен комплекс в Испания, южната част на автономна област Каталония, провинция Тарагона, близо до градовете Салоу и Тарагона.
Комплексът, който е разширяван няколко пъти след създаването му, се състои от тематичен парк, воден парк, голф игрище и 5 тематични хотела. С 3 540 000 посетители през 2012 г. Порт Авентура Парк е сред основните атракции в Коста Дорада, най-посещавания увеселителен парк в Испания и 6-ти в Европа.

## История
Отваря своите врати през 1995 г. единствено като тематичен парк, насърчаван от правителството на Каталония и построен от старши партньори като групата Tussauds, Anheuser-Busch, Fecsa и La Caixa. През 1998 г. Universal Studios става мажуритарен акционер и преименува курорта на 'Universal Mediterranea'. През 2005 г. La Caixa, чрез своя филиал от акционери, поема контрол над продажбата на всички акции на NBC Universal, възстановявайки първоначалното име на проекта PortAventura.

## Порт Авентура Парк
Разделен е на 6 тематични области, базирани на различни исторически цивилизации. Всяка зона се опитва да възпроизвежда вярно детайли, които съществуват или са съществували в тези цивилизации и култури за максимално потапяне. От 1995 до 2010 г. са били 5 области, а през 2011 г. е открита SesamoAventura (площадка) и така броят на областите става 6.